# Posizioni anarchiche nei riguardi della sessualità

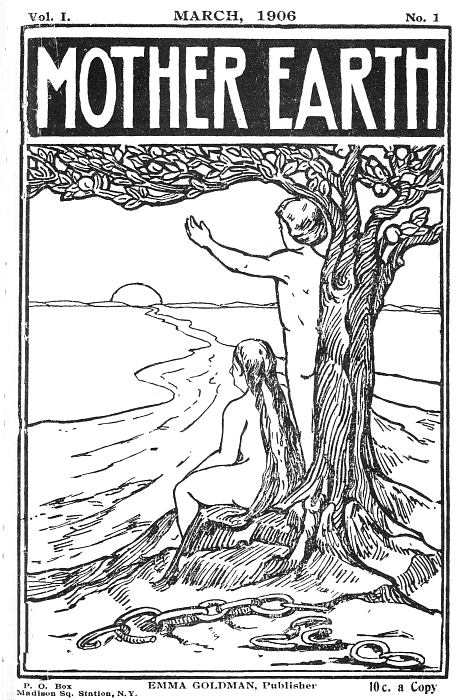
Il 1° numero di Mother Earth (periodico) edito da Emma Goldman nel marzo del 1906.

Le posizioni anarchiche nei riguardi della sessualità sin dalle sue origini hanno svolto un ruolo sostanziale nella promozione della "libertà d'amore". I sostenitori dell'amore libero hanno a volte rintracciato le loro radici nella persona di Josiah Warren oltre che nelle "comunità sperimentali", osservando la "libertà sessuale" come un'espressione primaria della "proprietà di sé" o "auto-proprietà", appartenente quindi di diritto ad ogni singolo individuo.
La posizione espressa nella concezione di "amore libero" ha fatto in modo di accentuare con una particolare attenzione i diritti delle donne, in tutte le loro principali accezioni. Nel Greenwich Village di New York esponenti del femminismo socialista e rifacentesi alla bohème tardo Ottocentesca sostennero con decisione l'auto-realizzazione e quindi anche il piacere sessuale sia per gli uomini che per le donne in egual misura.
In Europa e nell'America del Nord il movimento dell'"amore libero" combinò idee rinnovate riprese dal socialismo utopico con l'ideologia dell'anarchismo e del femminismo; il tutto per attaccare fino in fondo il moralismo sessuale intriso d'ipocrisia dell'età vittoriana (la cosiddetta moralità vittoriana).
Tra la fine del XIX secolo e l'inizio del XX all'interno del movimento libertario si sviluppò una tendenza essenzialmente a favore della "libera unione tra singoli", con l'emergere dell'importanza di un'educazione sessuale, l'affermazione e il consolidamento dell'anarco-femminismo e l'avvento dei successivi movimenti sociali per i diritti di lesbiche, gay e bisessuali (quello che diverrà il movimento LGBT volto a realizzare i diritti LGBT nel mondo).
Le questioni relative alla "libertà sessuale" continuano ad essere ampiamente dibattute all'interno dell'anarchismo. Fino ai tempi odierni gli anarchici hanno anche preso posizione su altri vari argomenti legati alla storia della sessualità umana come la pornografia, il BDSM e l'industria del sesso.

## Gli esordi

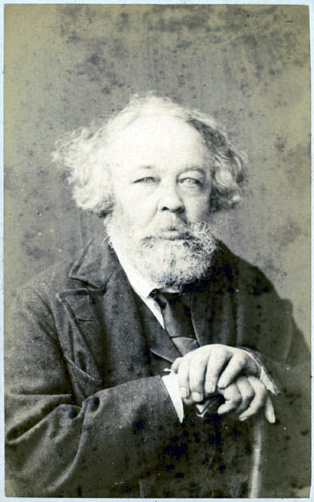
Michail Bakunin in una foto del 1872.

I principali pensatori anarchici maschi - con la notevole eccezione di Pierre-Joseph Proudhon - sostennero sempre con forza la conquista dell'uguaglianza sociale e dell'uguaglianza di genere da parte delle donne. Michail Bakunin ad esempio si schierò opponendosi al patriarcato e al modo in cui l'apparato legislativo vigente "sottopone le donne al dominio assoluto dell'uomo".
Sostenne inoltre che i relativi diritti civili "devono appartenere nella loro totalità e in egual maniera sia agli uomini che alle donne", di modo che queste ultime possano ""diventare indipendenti e autonome ed essere finalmente libere di forgiare il proprio stile di vita". Sempre Bakunin - tra le altre cose - aveva anche previsto "la piena libertà sessuale per le donne" e la fine della "giurisprudenza della famiglia fondata dallo Stato autoritario".
Proudhon d'altra parte considerò invece l'istituto familiare come l'unità più basilare sia della società che della moralità e pensò che le donne avessero su di sé la responsabilità di svolgere il ruolo di genere tradizionale loro assegnato dalla storia all'interno della famiglia.

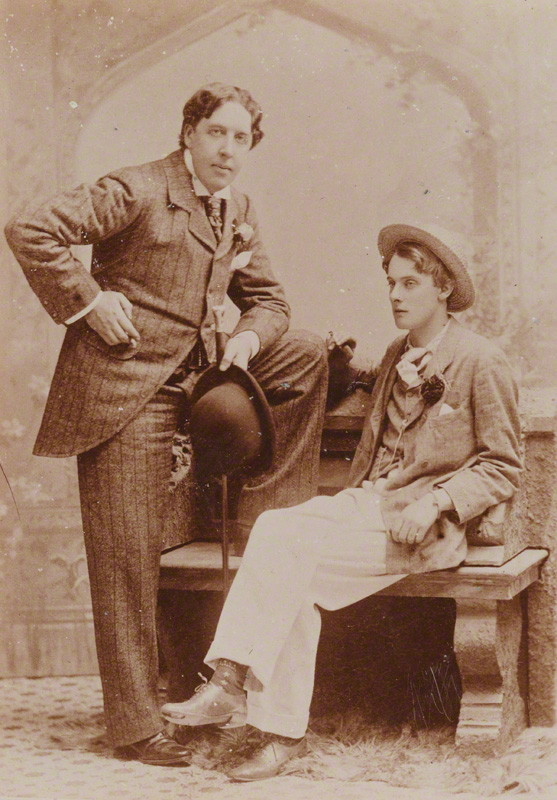
Oscar Wilde e Alfred Douglas (Bosie) nel 1893.

Nel suo saggio intitolato L'anima dell'uomo sotto il socialismo Oscar Wilde si dimostrò un appassionato sostenitore della creazione di una struttura sociale radicalmente improntata all'egualitarismo in cui la ricchezza viene condivisa da tutti (socialismo libertario), mentre però al contempo mette in guardia contro i pericoli insiti in una visione del socialismo fondata sul totalitarismo la quale non farebbe altro che distruggere completamente l'individuo.
Più tardi l'autore di origini irlandesi avrà l'occasione di commentare:
Questa idea politica con la sua direttrice principale rivolta al libertarismo - parte della sinistra politica - venne condivisa, oltre che da Wilde, anche da altre eminenti figure le quali parteciparono in qualità di attivisti alla campagna civile per l'emancipazione dell'omosessualità verso la fine del XIX secolo, tra cui i britannici John Henry Mackay ed Edward Carpenter.

Nell'agosto del 1894 Wilde ebbe a scrivere al proprio giovane amante, "Lord" Alfred Douglas, per narrargli di una "pericolosa avventura" accadutagli:

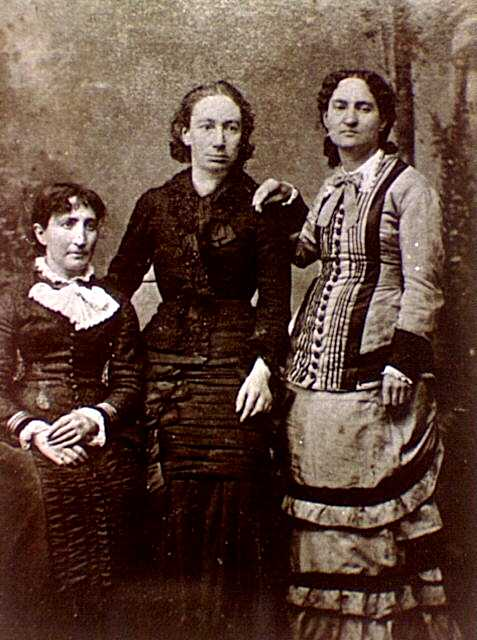
Marie Ferré, Louise Michel e Paule Mink.

### Louise Michel
Figlia naturale - la cui effettiva paternità rimase sempre incerta - di una domestica ed un anonimo membro della piccola nobiltà, molto poco si sa sulla vita privata di Louise Michel (1830 - 1905), soprannominata da Paul Verlaine (o da Clovis Hugues) la "Vergine rossa".
La sua stretta vicinanza al più che maturo Victor Hugo, il suo amore platonico rivolto a Théophile Ferré, le sue assidue compagnie femminili con Paule Mink e Nathalie Lemel, la lunga relazione intrattenuta con Charlotte Vauzelle da lei chiamata "la mia compagna per 15 anni" verso la fine della sua esistenza.
Il giorno del rito funebre Séverine (pseudonimo di Caroline Rémy de Guebhard), libertaria e femminista a sua volta, ne pronunciò l'elogio nei termini seguenti: "Nella nostra lingua di oggi, potremmo facilmente immaginare una relazione lesbica, ma Louise Michel è stata sovente criticata per il suo comportamento, che era piuttosto qualificabile in realtà come una gran puritana alla prova dei fatti".
Le posizioni da lei assunte nei riguardi delle relazioni tra uomini e donne sono note:
Per quanto riguarda la prostituzione le sue osservazioni rimangono inequivocabili:

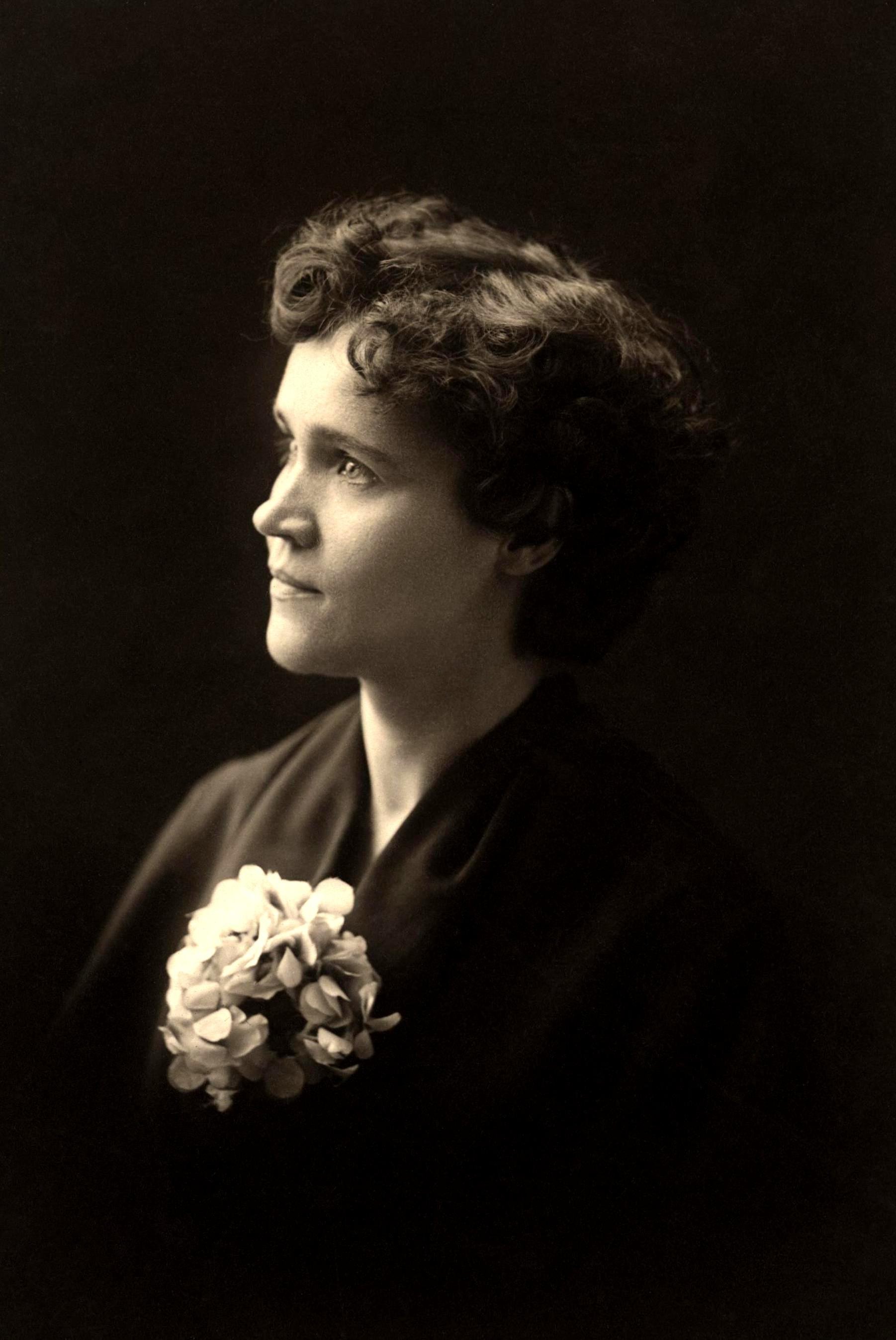
Voltairine de Cleyre in una foto del 1901.

### Voltairine de Cleyre
Voltairine de Cleyre (1866 - 1912) nel suo saggio del 1890 Sex Slavery (l’Esclavage sexuel,  Testo completo su Wikisource.) condanna senza mezzi termini tutti gli ideali di bellezza i quali incoraggiano le donne fin dalla più tenera giovinezza a deformare i propri corpi; ma anche le stesse pratiche educative, che solamente nell'apparenza e superficialmente formano dei bambini che appartengono ad un sesso o ad un altro.
Il titolo del saggio si riferisce non tanto alla prostituzione, sebbene venga menzionato anche questo argomento, quanto piuttosto alle legislazioni vigenti inerenti al matrimonio le quali consentono agli uomini di usare violenza sessuale sulle proprie mogli senza per questo dover incorrere in alcuna conseguenza penalmente rilevante. Tali leggi rendono di fatto
Per lei il termine "matrimonio" non è altro che un nome alternativo per indicare la schiavitù sessuale: un rapporto sessuale non consenziente, anche se tra un marito e a propria moglie, non è pertanto altro che uno "stupro legalizzato" tramite il matrimonio e la famiglia. Le donne hanno quindi il dovere assoluto di riacquistare il pieno possesso del loro corpo.
In Les barrières de la liberté, una conferenza che tenne il 15 marzo del 1891, disse che il matrimonio era la garanzia legale della sottomissione delle donne: una società veramente libera non può perciò prodursi senza l'emancipazione e la ribellione delle donne alle leggi imposte dal maschio.
Nel 1907 alla conferenza intitolata Le Mariage est une mauvaise action (Il matrimonio è un'azione malvagia), un'autentica supplica a favore dell'amore libero, dichiara che solamente la distanza consente il più pieno sviluppo delle relazioni amorose. Il "contratto matrimoniale", che impone una costante promiscuità di anime e corpi, va quindi contro l'amore.
Già nel 1895, nell'ambito di un incontro dedicato alle questioni femminili per la "Ligue libérale", affermerà:
Per tutta la sua vita continuerà imperterrita a combattere il "sistema del dominio maschile". Secondo l'analisi dello storico Paul Avrich, "gran parte della sua rivolta fu scaturita per esperienza personale, come la trattarono cioè la maggior parte degli uomini che hanno condiviso parte della sua vita [...] e la trattavano niente più che come un oggetto sessuale, una macchina da riproduzione e allevamento o - nella migliore delle ipotesi - niente più che una serva personale".

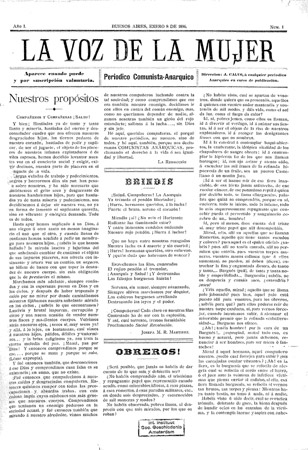
Una prima pagina di La Voz de la Mujer.

### Virginia Bolten e La Voz de la Mujer
Tra il 1896 e il 1897 La Voz de la Mujer (e La Voix de la femme in lingua francese) apparve in Argentina, si trattò della prima pubblicazione dell'anarco-femminismo nel mondo. In epigrafe campeggiò fin da subito il motto: "Né dio, né padrone, né marito" (o in alternativa "Nessun dio, nessun padrone, nessun marito").

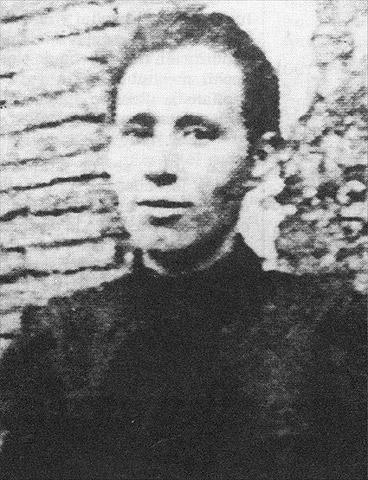
Virginia Bolten nel 1902.

La figura di punta del giornale si rivelerà ben presto essere Virginia Bolten, una femminista rivoluzionaria e appartenente all'anarco-comunismo più libertario. Non fu il primo giornale femminile stampato nell'America Latina, ma il primo giornale femminista e rivoluzionario rivolto esplicitamente alla classe operaia.
Il foglio fece appello alle donne perché si ribellassero contro l'oppressione maschile, ma pur senza abbandonare al contempo la lotta a favore del proletariato. Esso criticò ferocemente tutte le forme di autorità, da quella ecclesiastica al datore di lavoro, dallo Stato alla famiglia.
Le redattrici denunciarono il loro ruolo di mero oggetto sessuale e dissero a che tipo di nuova relazione invece aspirassero, sotto lo sguardo beffardo dei maschi della loro stessa classe sociale e la riprovazione della società perbenista di matrice borghese.
Voz de la Mujer giunse a creare una notevole tensione all'interno dello stesso "Mouvement libertaire" (Movimiento libertario) in quanto molti dei suoi attivisti considerano alcune delle sue posizioni come degli attacchi pregiudiziali sferrati contro il sesso maschile, il che portò la redazione a chiarire la propria esatta posizione.
L'istituzione del matrimonio fu uno degli obiettivi polemici principali del giornale, in quanto "considera le donne come il collegamento più oppresso nella catena dello sfruttamento"; difese l'ideale dell'"amore libero" dal punto di vista dell'autonomia personale, senza però per questo mettersi della parte della "promiscuità universale".

## Amore libero

### Stati Uniti
Una corrente politica assai importante all'interno dell'anarco-individualismo americano fu quella che propugnava l'amore libero. I suoi sostenitori rintracciarono a volte le loro radici ideologiche nella figura di Josiah Warren oltre che nelle cosiddette "comunità sperimentali", intravedendo quindi la "liberazione sessuale" come un'espressione chiara e diretta della "proprietà di sé" individuale.
La questione dell'amore libero accentuò in particolar modo la consapevolezza dei diritti delle donne dal momento che la maggior parte delle legislazioni vigenti in materia di sessualità ponevano la controparte femminile dell'umanità in una situazione di palese discriminazione: due esempi su tutti le leggi sul matrimonio e quelle che proibivano la contraccezione (la donna/moglie, e solo lei, poteva essere difatti penalmente perseguibile per il reato di infedeltà/prostituzione).

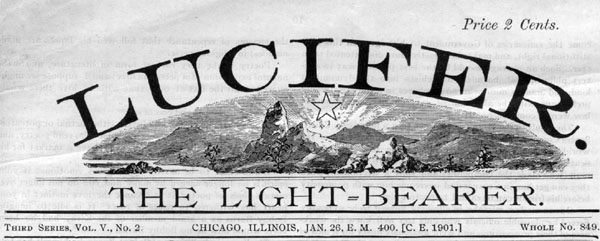
Lucifer the Lightbearer.

Il più importante periodico statunitense dell'amore libero fu Lucifer the Lightbearer (Lucifero il portatore di luce (edito dal 1883 al 1907) curato e diretto dal docente Moses Harman e dalla femminista Lois Waisbrooker; ma comparvero di lì a poco pure The Word dell'abolizionista Ezra Heywood e Angela Heywood (1872 - 1890, 1892 - 1893). Anche Marx Edgeworth Lazarus fu un altro degli anarco-individualisti statunitensi i quali si fecero appassionati promotori dell'ideale di "amore libero".

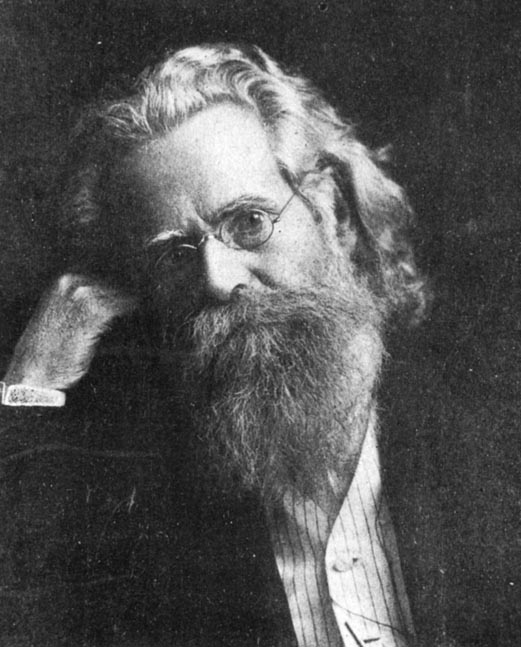
Foto di Moses Harman.

Secondo Jesse F. Battan dell'Università statale della California:
Nel 1873 Ezra Heywood creò la New England Free Love League per preparare un giro di conferenze di Victoria Woodhull; istituì anche un "Free Love Bureau" col compito di facilitare gli incontri di corrispondenza con le persone in cerca di un coniuge.
Tutte queste azioni, così come la sua promozione dei metodi di pianificazione familiare con l'aperta collaborazione della moglie, e le sue discussioni sugli aspetti medici, psicologici e morali della vita sessuale, portò il "potere poliziesco" ad infliggergli la condanna a due anni di lavoro forzato nel 1878. Ciò provocò una reazione di protesta di 6 000 persone e una petizione di 70 000 firme che chiedeva l'abrogazione della legge Comstock Act, sotto la quale era permesso di perseguire per "oscenità" le pubblicazioni più varie.

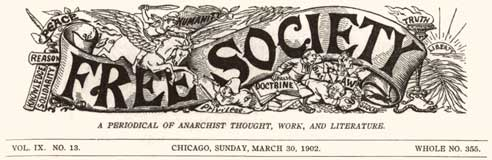
Free Society.

Free Society (dal 1895 al 1897 come The Firebrand, 1897 - 1904) divenne uno dei maggiormente seguiti giornali anarchici d'oltreoceano a cavallo tra il XIX e il XX secolo.
La pubblicazione sostenne fermamente il "libero e gratuito amore" e la prima ondata femminista, criticando al contempo qualsiasi forma di censura concernente le informazioni sessuali messa in atto dalla Comstock Act voluta da Anthony Comstock (il "persecutore" di Margaret Sanger).
In segno di deliberata sfida alla disposizione governativa e come atto di fiera disobbedienza civile il periodico ospiterà tra le sue pagine A Woman Waits for Me di Walt Whitman nel 1897; a seguito di ciò A. J. Pope, Abe Isaak ed Henry Addis verranno rapidamente posti agli arresti con l'accusa di aver dato alle stampe "pubblicazioni oscene" (il poema di Whithman) e informazioni altrettanto immorali in una lettera intitolata Depends on the Women firmata da A. E. K.
Quest'ultima presentava vaie ipotesi di donne che si rifiutavano o che al contrario si lasciavano del tutto "trascinare al sesso" con i propri mariti o amanti, sostenendo in conclusione che la più vera e autentica emancipazione richiedeva l'educazione di entrambi i sessi ed in particolar modo l'istruzione femminile sulle questioni amorose.

#### Critica dei ruoli sessuali convenzionali
Nel Greenwich Village di New York nel frattempo esponenti "bohémien" del femminismo socialista difesero a spada tratta l'auto-realizzazione e pertanto anche il diritto al piacere sessuale per la componente femminile di ogni coppia (sposa, fidanzata o amante) - oltre che per quella maschile - nel "qui e ora", così come le campagne promosse dagli affiliati al pacifismo internazionale contro l'intervento nella prima guerra mondiale e per altre cause sia anarchiche che socialiste.

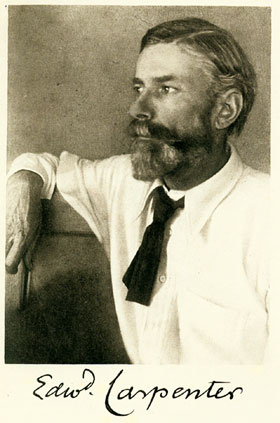
Edward Carpenter in una foto di Fred Holland Day.

Incoraggiarono quindi a giocare con i ruoli sessuali nello specifico e con la sessualità in generale; tra queste ultime spiccarono per importanza Edna St. Vincent Millay (radicale e apertamente bisessuale) e l'anarchica lesbica Margaret Anderson. Gli abitanti del Village s'ispirarono per lo più alle lavoratrici immigrate, in larga parte anarchiche, del periodo 1905-15 e al "New Life Socialism" (la "Fellowship of the New Life") di Edward Carpenter (attivista del primo movimento omosessuale), dello studioso inglese di sessuologia Havelock Ellis e dell'intellettuale pacifista Olive Schreiner. I numerosi gruppi di discussione che vennero organizzati furono frequentati - tra gli altri - anche da Emma Goldman.

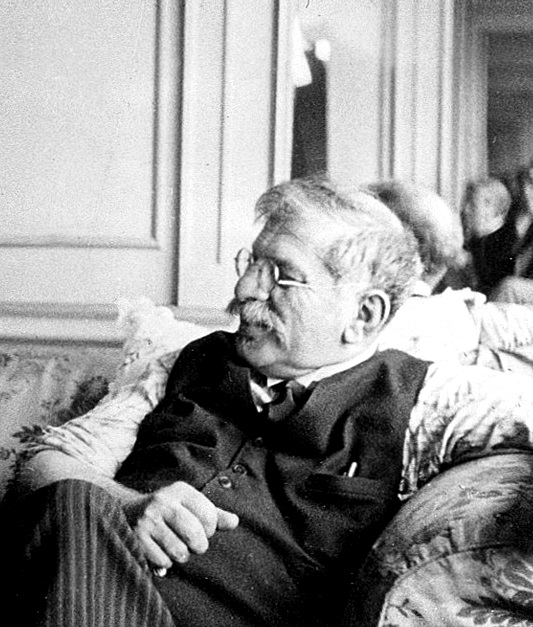
Il dottor Magnus Hirschfeld in una foto del 1929.

Il promotore del primo film-documentario a tematica gay (Anders als die Andern, Diversi dagli altri) il medico ebreo-tedesco omosessuale Magnus Hirschfeld - che passerà a vita a lottare contro il paragrafo 175 - avrà da commentare nel 1923 che Goldman
Prima di lei solamente l'anarchico eterosessuale Robert Reitzel (1849-98) ebbe l'ardire di parlare positivamente dell'omosessualità già dall'inizio del decennio 1890 nel suo giornale in lingua tedesca Der arme Teufel edito a Detroit.
Inoltre da parte sua Goldman formulò una critica radicale delle relazioni uomo-donna, evidenziando la persistenza dell'"istinto di proprietà del maschio", anche tra i rivoluzionari: "nel suo egocentrismo, l'uomo non poteva sopportare che vi fossero altre divinità oltre a lui", un'analisi che si svilupperà in seguito con The Tragedy of Female Emancipation pubblicato su Mother Earth nel marzo del 1906.
Si oppose quindi alle concezioni tradizionali di famiglia, istruzione femminile (negata) e relazioni di genere; attaccò l'istituzione del matrimonio, che lei dichiarò essere "innanzitutto un accordo economico... [la donna] paga con il suo nome, la sua vita privata, la sua autostima, tutta la sua esistenza futura".

### Unioni libere
Sia in Europa che nell'America del Nord il militantismo del libero amore combinò idee rinnovate partendo dal socialismo utopico con l'anarchia e il femminismo per attaccare senza requie la moralità vittoriana - forma di morale sessuale altamente "ipocrita" imperante nell'età vittoriana - e pure le istituzioni del matrimonio e della famiglia le quali altro non avevano atto che schiavizzare le donne per tutto il corso della storia.
Gli "amanti liberi" sostennero l'unione civile e il rapporto sessuale volontario senza alcuna interferenza da parte dello Stato-nazione e affermarono il "diritto all'orgasmo" sia per le donne che per gli uomini, a volte sostenendo esplicitamente i diritti degli omosessuali e finanche delle prostitute.

Nell'ottobre del 1882 il geografo libertario Élisée Reclus pronunciò un discorso in occasione della "libera unione" delle sue due figlie, "senza permettere che la legge religiosa e civile se ne occupi":

#### Opposizione marxista
Per alcuni decenni l'adesione all'"amore libero" divenne molto diffusa tra gli anarchici europei e americani, ma all'epoca gli oppositori dominanti della sinistra politica si opposero recisamente a questi punti di vista: ossia il marxismo e la socialdemocrazia. L'esponente del femminismo radicale nonché socialista Victoria Woodhull fu espulsa dall'Associazione Internazionale dei Lavoratori nel 1871 a causa del suo coinvolgimento nell'amore libero e nei movimenti ad esso associati.
Difatti, con il sostegno diretto di Karl Marx, il ramo americano dell'organizzazione subì una totale epurazione dei suoi elementi maggiormente inclini al pacifismo, all'antirazzismo e al femminismo, che furono accusati di voler porre "troppa enfasi" su questioni "del tutto estranee" all'imperativo della lotta di classe: pertanto considerati incompatibili con il socialismo scientifico di Marx e dell'amico Friedrich Engels.

### Europa
I circoli anarco-individualisti francesi e spagnoli mantennero un forte senso di libertarianismo e sperimentazione personale. I contenuti derivanti dall'amore libero iniziarono così ad produrre una sostanziale influenza in tutto il movimentismo anarchico individuale e da lì si estese poi al resto dell'anarchismo comparendo infine anche nei gruppi spagnoli.

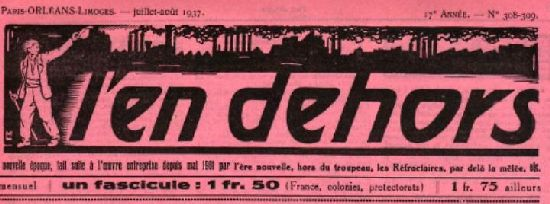
L'En-dehors.

Alcuni tra i periodici coinvolti in questo nuovo movimento sociale incluse L'En-dehors nella Terza Repubblica francese e Iniciales e La Revista Blanca in terra spagnola.
Secondo l'opinione della sociologa Anne Steiner:

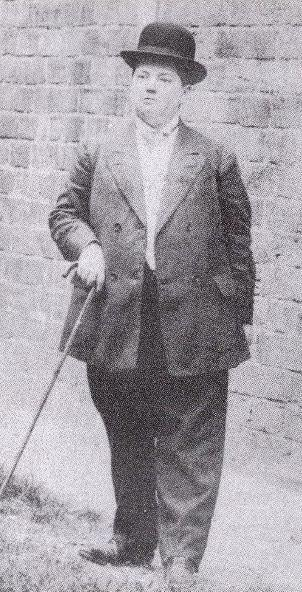
Foto di Madeleine Pelletier: "Una bombetta, un abito da uomo e un bastone, che gli danno una falsa aria da Oliver Hardy". (Hélène Soumet)

 Lei viene a citare negli esempi: Rirette Maîtrejean, Anna Mahé, Emilie Lamotte e Jeanne Morand. Nel 1881 la lega del neo-malthusianesimo fondata dal dottore Jan Rutgers (Nieuw-Malthusiaanse Bond, NMB)) venne creata nei Paesi Bassi con affermazioni anarchiche di base.

#### Madeleine Pelletier
Madeleine Pelletier (1874 - 1939) diverrà nel 1906 la prima donna-medico francese laureata in psichiatria. Dopo aver frequentato in gioventù i gruppi anarchici divenne per un breve periodo comunista ma, rimasta delusa dall'esperienza, rientrò a far parte dei circoli a matrice libertaria partecipando - in particolare - alla stesura de l'"Encyclopédie anarchiste".
Di formazione radicale femminista aderirà nel 1904 alla massoneria la quale si trattò per lei di una scuola d'iniziazione politica laddove, circondata da intellettuali e liberi pensatori, anche le donne potevano avere la loro corretta educazione ideologica: organizzò una campagna all'interno degli ambienti massonici a favore dell'apertura di logge femminili.
Questa forma di proselitismo incontrò però opposizioni molto forti e ostili in quanto le donne continuavano ad essere maggiormente sospettate di attaccamento alla religione e alla reazione (politica); allo stesso modo il suo attivismo volto a concedere il diritto di aborto e alla libera contraccezione giunse a provocare gravi disaccordi con la sua stessa loggia.
Nel settembre del 1904 convinse Louise Michel a divenire massone e, in seguito a ciò, organizzò una conferenza con quest'ultima il cui tema principale sarà - ancora una volta - l'ammissione delle donne nelle logge francesi. Un decennio più tardi farà pubblicare L'Éducation féministe des filles.
Nel 1939, in un clima di autentica "caccia alle streghe", subirà lo stato d'arresto per aver preso parte all'aborto clandestino di una tredicenne la quale aveva subito violenza sessuale da parte del fratello maggiore; lei affermò a gran voce la sua piena e completa innocenza. Dato il suo alquanto precario stato di salute - aveva una paralisi - la corte ammise che non avrebbe mai avuto la capacità di eseguire l'operazione di interruzione della gravidanza.
Venne tuttavia giudicata "un pericolo per se stessa, per gli altri e per l'ordine pubblico" e pertanto condannata ad essere automaticamente internata d'ufficio in manicomio prima a Sainte-Anne e poi a Épinay-sur-Orge. Il 29 dicembre di quello stesso anno morì per un ictus.

#### Émile Armand

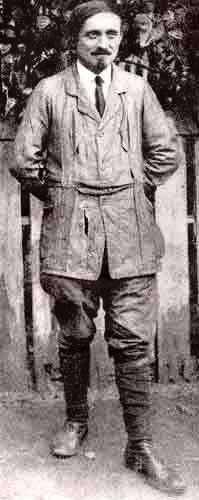
Émile Armand.

Il principale propagandista dell'amore libero all'interno dell'anarco-individualismo in Europa sarà Émile Armand; egli sostenne il naturismo (vedi anarco-naturismo) e il poliamore ed escogitò il concetto di "cameratismo amoroso". Scrisse molti articoli di propaganda su tale argomento come De la liberté sexuelle (1907) in cui propugnava l'esigenza non solo un vago amore libero ma anche di molteplici partner, il che chiamò "amore plurale".
Nella propria rivista L'enDehors lui assieme ad altri proseguirono senza esitazione alcuna lungo questa direttiva. Armand colse in tal modo l'occasione per delineare le sue tesi a sostegno del "sessualismo rivoluzionario" e del "camaraderie amoureuse" le quali differivano notevolmente dalle vedute più tradizionali degli stessi partigiani dell'amore libero sotto vari aspetti. Più tardi Armand non mancherà di sottolineare che da una prospettiva individualista nulla poteva venire considerato come riprovevole nel fare "l'amore", anche se non si avevano sentimenti molto forti per il proprio partner.
La tesi del "camaraderie amoureuse", spiegò
Si deciderà inoltre nel corso dei decenni a venire di far pubblicare Le Combat contre la jalousie et le sexualisme révolutionnaire (1926), seguito negli anni da Ce que nous entendons per liberté de l'amour (1928), La Camaraderie amoureuse ou "chiennerie sexuelle" (1930) ed infine La Révolution sexuelle et la camaraderie amoureuse (1934), un libro di quasi 350 pagine che comprende la maggior parte dei suoi scritti sulla sessualità.
In un suo testo risalente al 1937 menzionò - tra gli obiettivi individualisti - la pratica di formare associazioni volontarie per scopi puramente sessuali, siano esse di natura eterosessuale, omosessuale, bisessuale o di una loro combinazione. Sostenne quindi il "diritto delle persone di poter cambiare sesso" e dichiarò esplicitamente la sua volontà di riabilitare tutti i piaceri fino quel momento definiti come "proibiti", le "carezze non conformiste" (fu egli stesso personalmente incline al voyeurismo), così come la sodomia.

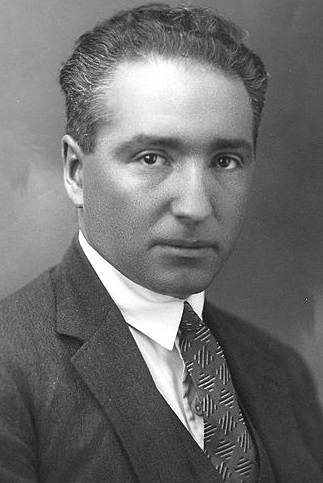
Wilhelm Reich in una foto di Ludwig Gutmann.

Ciò lo portò a destinare un sempre più ampio spazio a ciò che chiamava "i non conformisti sessuali", escludendo però al contempo qualsivoglia forma di violenza sessuale. La sua militanza comprese anche la traduzione di testi di persone come la rivoluzionaria russa Aleksandra Michajlovna Kollontaj e lo psicoanalista eretico Wilhelm Reich e l'istituzione di "associazioni del libero amore" che cercarono di mettere in pratica il "cameratismo amoroso" attraverso esperienze sessuali ben reali.
Il prestigio in tema di amore libero di Armand all'interno degli ambienti anarchici fu tale da motivare la giovane anarchica argentina América Scarfò a chiedergli in una lettera un consiglio su come poter affrontare al meglio il rapporto che aveva con il "famigerato" anarchico italiano Severino Di Giovanni. Questi era difatti ancora ufficialmente sposato quando iniziarono la relazione. "La lettera fu pubblicata su "L'enDehors" il 20 gennaio del 1929 con il titolo "An Experience", insieme con la risposta di E. Armand".
Alla giovane donna venne risposto nella maniera che segue:

#### Errico Malatesta
Merita la dovuta attenzione la trattazione del tema amoroso da parte dell'influente anarchico italiano Errico Malatesta. Egli afferma in Amore e Anarchia:

La bandiera dell'anarco-femminismo

## Anarco-femminismo
L'anarco-femminismo venne largamente ispirato da autrici e teoriche attive tra la fine del XIX secolo e l'inizio del XX, quali le femministe anarchiche Emma Goldman, Voltairine de Cleyre e Lucy Parsons.
Nel corso della guerra civile spagnola un gruppo di anarco-femministe denominatosi Mujeres Libres ("Donne Libere") strettamente collegato alla Federazione anarchica iberica si organizzò per difendere la pratica delle idee derivanti sia dalla concezione del mondo mutuata sia dall'anarchia che dal femminismo; mentre la femminista stirneriana Federica Montseny sostenne che "l'emancipazione delle donne porterebbe ad una più rapida realizzazione della rivoluzione sociale" e che "la sommossa contro il sessismo imperante dovrebbe provenire dalla "donna-del-futuro" prettamente intellettuale e militante".
Secondo il seguente concetto ricavato direttamente da Friedrich Nietzsche per Monteseny le donne potrebbero concretizzare propriamente attraverso l'arte e la letteratura la necessità di rivedere il loro ruolo di genere imposto fino ad allora dal sistema oppressivo prodotto e diffuso dal patriarcato antropologico e dal maschilismo.
A partire dagli anni 1860 in avanti la critica sempre più radicale condotta dall'anarchismo sia al capitalismo (economia) che allo Stato-nazione (politica) si combinò fortemente con una decisa critica al patriarcato sociologico. Le anarco-femministe partono così dal precetto che vuole la società moderna essere dominata esclusivamente dagli uomini/maschi.
I tratti autoritari con il suo sistema di valori - pre-dominio, sfruttamento, aggressività, competizione ecc. - sono pertanto parte integrante di ogni civiltà storica fondata su una qualsivoglia forma di gerarchia e vengono quindi visti come appartenenti alla categorizzazione del "maschile". Al contrario tutti i tratti e valori non e/o anti-autoritari - cooperazione, condivisione, compassione, sensibilità - sono a questo punto considerati come prettamente associati ai caratteri "femminili" e di conseguenza automaticamente svalutati.
Le anarco-femministe hanno quindi sposato la proposta ideale della creazione di un sistema sociale non autoritario, non gerarchico, non fondato sul "maschio": ossia essenzialmente anarchico. Giungono così a riferirsi alla creazione di una società basata sulla cooperazione, sulla condivisione, sull'aiuto reciproco (idea tratta da Mutual Aid: A Factor of Evolution, 1902 di Pëtr Alekseevič Kropotkin) ecc. come ad una positiva "femminilizzazione in senso sociale".

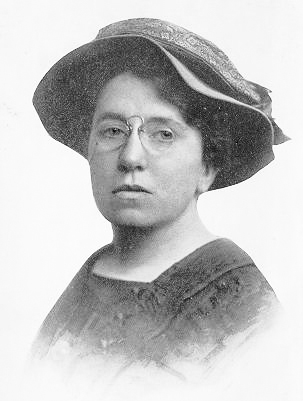
Ritratto di Emma Goldman nel 1910.

### Emma Goldman
Sebbene si dimostrasse alquanto ostile alla prima ondata femminista e all'obiettivo "esclusivo" delle suffragette, il suffragio femminile, Emma Goldman sostenne appassionatamente i diritti delle donne, tanto che viene considerata la madre fondatrice dell'anarchia in senso femminista la quale sfida il patriarcato in quanto sistema di valori gerarchici (superiore-inferiore) a cui opporsi nettamente assieme al potere statale e della suddivisione in classi sociali nettamente separate e distinte.
Nel 1897 ebbe l'occasione di scrivere:
Infermiera di formazione ella fu una delle prime a difendere la necessità di un'educazione formale nei riguardi della contraccezione (sostenne l'opera di Margaret Sanger e collaborò attivamente con lei). Come anche molte altre femministe sue contemporanee vide l'aborto come una conseguenza tragica delle condizioni sociali in cui forzatamente versavano le donne; un deciso controllo delle nascite avrebbe allora potuto diventare un'alternativa più che positiva.
Goldman si rivelerà anche una grande sostenitrice dell'amore libero ed un'altrettanto fiera figura critica nei confronti del matrimonio, istituto fondamentalmente creato dal maschio per poter mantenere con sicurezza in uno stato di oppressione la donna. Vide le prime femministe come troppo confinate nel loro campo d'azione e quindi delimitate dalle forze sociali del fanatismo religioso e del capitalismo adottato dalla borghesia. Scrisse:

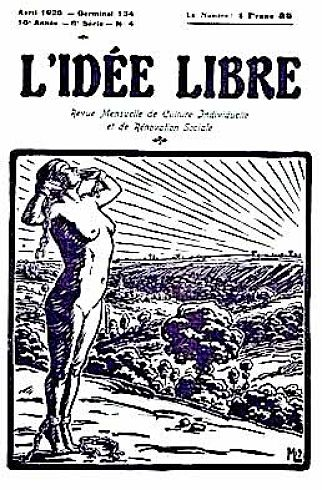
L’Idée libre del 1926, fondato nel 1911 da André Lorulot su posizioni di neo-malthusianesimo e anticlericalismo.

#### Educazione sessuale
Nel suo saggio dedicato all'esperienza pedagogica della Modern School Goldman affrontò senza alcun timore anche la questione inerente alla necessità di un'accurata educazione sessuale da rivolgere alle più giovani generazioni, ma non solo. Non mancò pertanto di denunciare apertamente il fatto che:

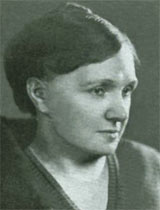
La libertaria Madeleine Vernet.

### Madeleine Vernet
Allo stesso tempo nella Terza Repubblica francese Madeleine Vernet (1878 - 1949) pose all'attenzione dell'opinione pubblica per lo più le stesse domande:

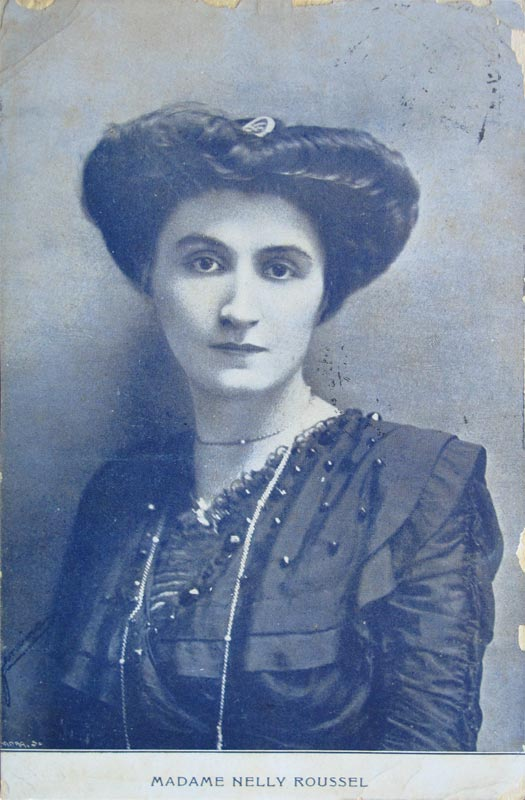
Nelly Roussel nel 1911.

### Nelly Roussel
Nel 1902 Nelly Roussel (1878 - 1922) fu la prima donna a dichiararsi a favore di un qualche tipologia o forma di contraccezione, il che almeno all'inizio gli provocò una grande ostilità tra le attiviste della prima ondata femminista. Ebbe l'occasione di scrivere sul giornale anarchico Le Libertaire nel 1904:

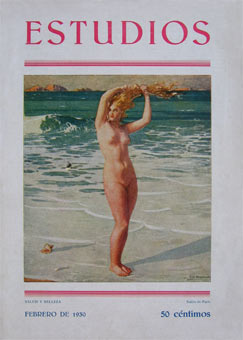
Estudios, rivista culturale dell'avanguardia spagnola (febbraio 1930).

### Mujeres Libres
Mujeres Libres fu un'organizzazione femminista anarchica di origini spagnole la quale mirò innanzitutto a potenziare il ruolo di contrattazione delle donne della classe lavoratrice; fondata nel 1936 da Lucía Sánchez Saornil, Mercedes Comaposada e Amparo Poch y Gascón giunse a contare fino a circa 30 000 membri.
L'organizzazione si basò essenzialmente sull'idea di una doppia lotta da intraprendere sia a favore della liberazione delle donne nello specifico che verso una rivoluzione sociale più in generale; sostenne quindi che i due obiettivi fossero ugualmente importanti e che si sarebbe dovuto cercare di perseguirli parallelamente. Per poter riuscire ad ottenere il sostegno reciproco crearono reti di donne anarchiche; vennero istituiti centri di assistenza diurni temporanei volti a coinvolgere sempre più donne nelle attività del sindacato.
Nell'ambito della Seconda Repubblica Spagnola prima e della rivoluzione anarchica spagnola poi molte figure femminili di primo piano si batterono con forza contro quello che considerarono un sessismo persistente tra gli stessi uomini anarchici e il loro status marginale all'interno di un movimento il quale - almeno apparentemente - cercava di abolire ogni forma di dominio e gerarchia sociale. Videro pertanto i problemi riferibili alla condizione femminile come inseparabili da quelli inerenti alle maggiori questioni sociali del tempo.
Mentre condivisero appieno il desiderio dei propri compagni per la realizzazione di una "rivoluzione sociale", spinsero da parte loro anche per ottenere il riconoscimento delle peculiari capacità delle donne e si organizzarono nelle comunità di appartenenza per avvicinarsi sempre più ad un tale obiettivo.
Citando l'affermazione anarchica secondo cui i mezzi della lotta rivoluzionaria devono modellare l'organizzazione desiderata della futura società rivoluzionaria, respinsero in toto l'affermazione tradizionale dell'anarchismo spagnolo secondo il quale l'uguaglianza di genere avrebbe seguito automaticamente l'uguaglianza sociale post-rivoluzionaria.
Per preparare le donne a ruoli di leadership nel movimento anarchico crearono scuole, gruppi sociali esclusivamente femminili e un giornale per sole donne di modo che loro stesse potessero acquisire la necessaria autostima e fiducia nelle proprie capacità oltre che per mettersi in contatto l'una con l'altra per sviluppare una personale "coscienza politica".

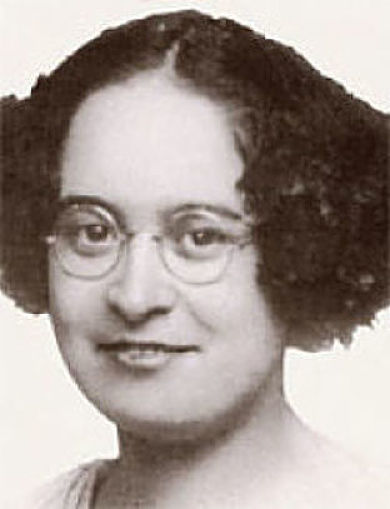
Foto di Amparo Poch y Gascón.

### Amparo Poch y Gascón
Amparo Poch y Gascón, ottenne il dottorato di ricerca in medicina e si fece propagandista della "libertà sessuale" e dell'amore libero, sarà una delle tre fondatrici di "Mujeres Libres". In La Vie sexuelle de la femme (1932) incoraggia le donne a crescere e prosperare attraverso l'amore libero e la pratica attiva della bisessualità.
Nel 1936 divenne la responsabile dei Liberatorios de prostitución, case per prostitute dove potevano ricevere assistenza sanitaria, psicoterapia e formazione professionale per consentire loro di acquisire l'indipendenza economica in modi socialmente accettabili. Nel dicembre del 1937 fu invece la responsabile di un luogo di scambio e istruzione per donne chiamato Casal de la Dona Treballadora.

### Lucía Sánchez Saornil
Lucía Sánchez Saornil divenne la principale fondatrice della federazione anarco-femminista spagnola "Mujeres Libres" la quale rimase aperta nei confronti del suo lesbismo. In giovane età cominciò a scrivere poesie e si associò alla corrente letteraria allora emergente denominata Ultraismo; entro il 1919 era già stata pubblicata in una varietà di riviste tra cui Los Quijotes, Tableros, Plural, Manantial e La Gaceta Literaria.
Scrivendo con tutta una serie di pseudonimi maschili fu in grado di esplorare entro il proprio lavoro letterario molti temi associati all'"amore saffico" e alla storia del lesbismo, questo in un momento in cui l'omosessualità risultava essere criminalizzata e soggetta a ferrea censura e persecuzione giudiziaria. Sempre più insoddisfatta nei riguardi del pregiudizio e dello sciovinismo dei compagni repubblicani si unì a due altre donne - Mercedes Comaposada e Amparo Poch y Gascón - per formare "Mujeres Libres" nel 1936.
Quest'ultima si rivelerà una forma d'organizzazione autonoma anarchica rivolta principalmente a tutte le donne impegnate nella "doppia lotta" dell'emancipazione femminile e della rivoluzione sociale. Lucía e altre "Libere donne" respinsero quindi la visione predominante che voleva l'uguaglianza tra maschi e femmine come naturalmente emergente da una società senza classi. Con l'esplosione della guerra civile spagnola "Mujeres Libres" crebbe rapidamente fino a toccare i 30 000 membri realizzando spazi sociali femminili, scuole e giornali rivolti alle donne oltre che programmi avanzati di asilo nido.

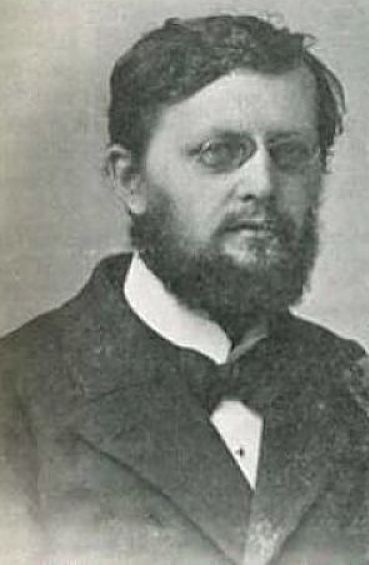
L'anarchico svizzero Fritz Brupbacher.

### Paulette e Fritz Brupbacher
Nel corso degli anni 1920 in Svizzera - per la precisione a Zurigo - Paulette Brupbacher e Fritz Brupbacher, entrambi medici, collegando l'attività professionale e l'impegno politico libertario lottarono per la libertà sessuale, la contraccezione, il diritto all'aborto e l'emancipazione delle donne.

### Elise Ottesen-Jensen
Nel 1933 la femminista anarco-sindacalista Elise Ottesen-Jensen fondò in Svezia la "Federazione per l'educazione sessuale". Riassume la sua lotta in una frase: "Sogno il giorno in cui ogni bambino nato sarà il benvenuto, dove uomini e donne saranno uguali e vivranno la loro sessualità con passione, piacere e tenerezza".

La bandiera degli anarchici Queer (con il colore rosa al posto del rosso).

## Anarchismo Queer
Il primato dell'anarchismo dato alle libertà individuali venne concepito agli occhi di molti fin dal principio come la realizzazione di un "matrimonio naturale" con l'omosessualità; questo sia all'interno che all'esterno dello stesso movimento anarchico.
Emil Szittya in Das Kuriositäten-Kabinett (1923) constatò al riguardo che "molti anarchici hanno questa tendenza [omosessuale], così ho trovato a Parigi un anarchico ungherese, Alexander Sommi, che ha fondato un gruppo anarchico omosessuale sulla base di questa idea".
Il suo punto di vista venne confermato autorevolmente anche da Magnus Hirschfeld nel suo libro Die Homosexualität des Mannes und des Weibes del 1914: "Nelle file di un partito politico relativamente piccolo, quello anarchico, mi sembrava che in proporzione vi fossero molti più omosessuali ed effeminati rispetto agli altri".
L'anarchico italiano Luigi Bertoni (che anche Szittya riteneva omosessuale) osservò che "gli anarchici chiedono la libertà in ogni cosa, quindi anche nella sessualità... L'omosessualità porta ad un sano senso di egoismo, per il quale ogni anarchico dovrebbe sforzarsi di raggiungere".

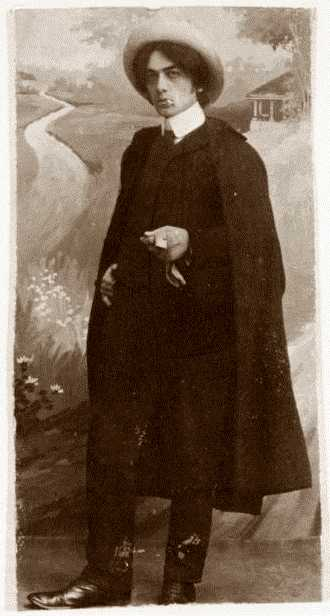
Lo scrittore anarchico tedesco Johannes Holzmann (nome d'arte "Senna Hoy").

Lo scrittore dell'anarco-sindacalismo Ulrich Linse scrisse su "una figura fortemente delineata della scena culturale anarchica individualista berlinese intorno al 1900", il "precoce Johannes Holzmann" (più noto come "Senna Hoy"): "un aderente al libero amore, [Hoy] ha celebrato l'omosessualità come un "paladino della cultura" e si è impegnato nella lotta contro il paragrafo 175".
Il giovane Hoy (nato nel 1882) pubblicò queste opinioni nel suo settimanale" (intitolato Kampf-Lotta) a partire dal 1904; arrivò a raggiungere una tiratura di 10 000 copie solo l'anno successivo. Lo psicoterapeuta anarchico tedesco Otto Gross rilevò anch'egli - scrivendone ampiamente - l'importanza data alla sessualità tra persone dello stesso sesso sia negli uomini che nelle donne e discusse contro la sua discriminazione.
Nel corso dei decenni 1920 e 1930 l'editore dell'anarco-individualismo francese Émile Armand diede il via ad una campagna pubblica per portare all'accettazione dell'amore libero, compresa l'omosessualità, nel suo giornale L'En-dehors.

### Adolf Brand e Der Eigene
Dal 1906 in poi gli scritti e le teorie di John Henry Mackay cominciarono ad avere un'influenza significativa sull'organizzazione di Adolf Brand Gemeinschaft der Eigenen.

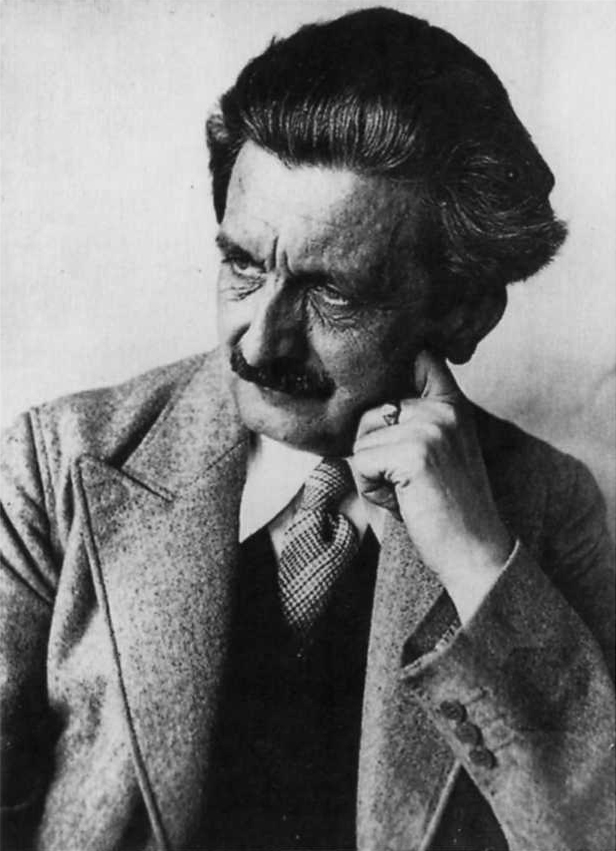
L'anarchico individualista omosessuale Adolf Brand.

L'anarchico individualista Brand fu originariamente uno dei membri di maggior spicco del comitato scientifico-umanitario di Hirschfeld, ma ne uscì formando un proprio gruppo separato a seguito di forti divergenze personali.
Il dottor Hirschfeld difatti venne accusato di propagare l'idea di un'omosessualità esclusivamente "femminea"; mentre Brand optava invece per un ideale di "omosessualità mascolina" e virile basandosi sulla pederastia greca, l'omosessualità militare nell'antica Grecia e l'associazione dei Wandervogel.
Brand e i suoi colleghi rimasero pesantemente influenzati dall'anarchico omosessuale Mackay; si schierarono pertanto nettamente contro la caratterizzazione medica dell'omosessualità proposta da Hirschfeld: come cioè il dominio di un "sesso intermedio" o terzo sesso (o uranismo). Sdegnò inoltre da un punto di vista di estrema destra l'"ebreo" Hirschfeld.
Ewald Tschek, un altro omosessuale nonché scrittore anarchico dell'epoca, contribuì regolarmente alla rivista Der Eigene prodotta da Brand e nel 1925 scrisse che il "Comitato scientifico umanitario" di Hirschfeld costituiva un "pericolo" per l'intero popolo tedesco, caricaturando la figura di Hirschfeld come il "Dr. Feldhirsch".
Der Eigene sarà il primo periodico Gay pubblicato regolarmente al mondo, uscendo senza interruzioni dal 1896 fino al 1932 a Berlino. Lo stesso Brand contribuirà personalmente con molte poesie e articoli di attualità sulla storia dell'omosessualità in Germania e della Storia LGBT più in generale.

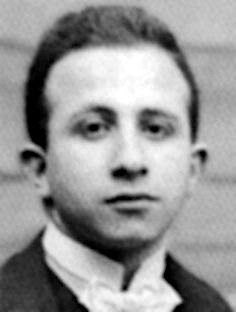
Il giornalista pacifista "ebreo-comunista-omosessuale" Kurt Hiller.

Altri contributori notevoli inclusero Benedict Friedlaender, Hanns Heinz Ewers, Erich Mühsam, Kurt Hiller, Ernst Burchard, John Henry Mackay, Theodor Lessing, Klaus Mann e il Premio Nobel per la letteratura Thomas Mann, così come gli artisti Wilhelm von Gloeden (fotografo), Fidus e Sascha Schneider (pittori).
Il giornale potrebbe aver avuto statisticamente una media di circa 1 500 abbonati per numero nel corso della sua stampa, ma i dati esatti rimangono comunque incerti. Dopo l'ascesa al potere nella moribonda Repubblica di Weimar del nazionalsocialismo, Brand divenne vittima di persecuzione e quindi costretto a chiudere l'attività con l'avvento della Germania nazista.

### Anarchismo e omofobia
Nonostante le forti prese di posizione a supporto delle "diversità sessuali" il movimento anarchico di quei tempi non fu certo del tutto privo di omofobia: l'editoriale di un influente giornale anarchico spagnolo del 1935 sostenne che un anarchico non dovrebbe nemmeno associarsi con gli omosessuali, per non dire esserlo lui stesso: "Se sei un anarchico, significa che sei più moralmente onesto e fisicamente forte dell'uomo medio; mentre chi ama gli invertiti non è un vero uomo e quindi non è neppure un vero anarchico".
Daniel Guérin fu una figura di spicco della sinistra politica francese in generale e dell'anarco-socialismo in particolare, dagli anni 1930 fino alla sua morte avvenuta nel 1988. Dopo aver fatto coming out nel 1965 parlò dell'estrema ostilità nei confronti dell'omosessualità che permeò la sinistra per gran parte del XX secolo: il Partito Comunista Francese era "istericamente intransigente per quanto riguardava il "comportamento morale".
Il trotskismo di Lotta Operaia e Pierre Lambert in primis erano "completamente isterici nei confronti dell'omosessualità", teoricamente in netta opposizione ad essa; così come nella stessa identica maniera lo era anche la Lega dei Comunisti, nonostante il loro tardivo rispetto - ma sempre rimasto puramente formale - nei confronti del movimento LGBT.
Sommati insieme, sostenne Guérin, tali gruppi ebbero una grande responsabilità nel promuovere atteggiamenti improntati all'omofobia tra la classe lavoratrice fino agli anni 1970 inoltrati; il loro atteggiamento era "il più ostinato, il più reazionario, il più antiscientifico" possibile. "Fino a non molti anni fa dichiararsi un rivoluzionario e confessare di essere omosessuale erano due cose considerate incompatibili", scrisse nel 1975.

Nel 1954 fu ampiamente attaccato per il suo studio approfondito del Rapporto Kinsey, in cui descriveva anche l'oppressione degli omosessuali in Francia: "Le più aspre [critiche] provenivano dai marxisti i quali tendevano gravemente a sottovalutare la forma di oppressione che è rappresentata dal "terrorismo antisessuale". Me lo aspettavo, naturalmente, e ben sapevo che pubblicando il mio libro correvo il rischio di essere attaccato da coloro a cui mi sento più vicino a livello politico".
In seguito gli "anarchici sessuali" continuarono nella direzione indicata da Guérin; ancora nel 1993 la "Boston Anarchist Drinking Brigade" ha criticato gli "attivisti anti-pornografici in quanto rivelano di essere francamente pro-censura".
Émile Armand invece difese e sostenne sempre a spada tratta la pratica del naturismo (vedi l'anarco-naturismo) e il poliamore; invitò anche a formare libere associazioni volontarie per scopi puramente sessuali, fossero questi di natura eterosessuale, omosessuale, bisessuale o finanche di una loro combinazione.
L'anarco-femminismo verrà largamente ispirato da autori e teorici della fine del XIX secolo e dell'inizio del XX come Emma Goldman, Voltairine de Cleyre e Lucy Parsons, tutte schierate a favore della "libertà d'amare". Emil Szittya in Das Kuriositäten-Kabinett (1923) non esiterà a scrivere nei riguardi dell'omosessualità che "moltissimi anarchici hanno questa tendenza... L'omosessualità porta ad un sano senso di egoismo, in direzione del quale ogni anarchico dovrebbe sforzarsi".

## Epoca contemporanea

### Dibattito sulla pornografia
Fondato a Boston nel 1986 The Boston Anarchist Drinking Brigade è un gruppo affiliato all'anarco-individualismo. Nel 1993 ha pubblicato un articolo dal titolo An Anarchist Defence of Pornography:

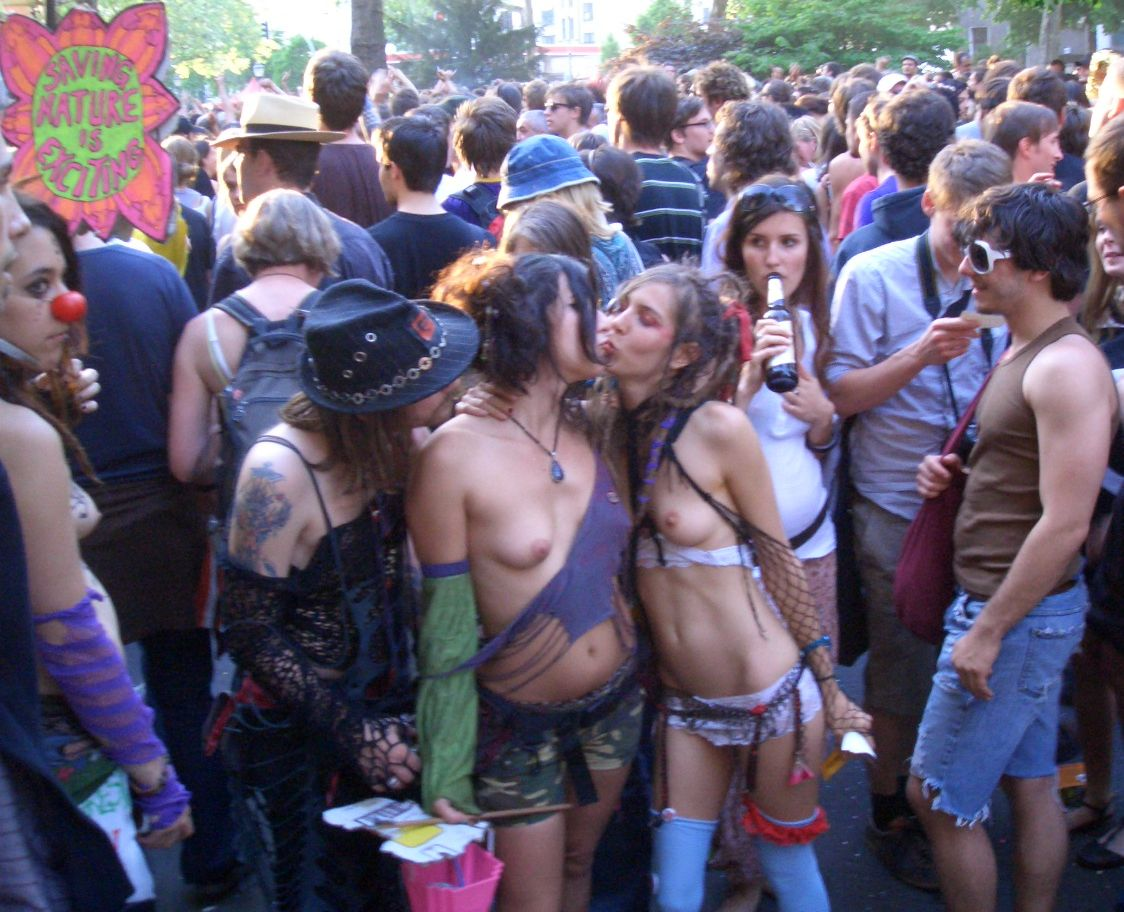
Fuck for Forest in azione al carnevale delle culture berlinese del 2008: due donne si baciano in pubblico.

A Berlino nel 2009 durante la "A-Kongress" (Congresso anarchico), nell'ambito del workshop battezzato "L'anarchia e il sesso", alcuni membri dell'associazione ambientalista libertaria (anarchismo verde) norvegese Fuck for Forest si liberarono di tutti i loro vestiti "per poter così dimostrare la libertà data dalla nudità" e i 2/3 dei presenti sostennero questa azione.
D'altra parte altri partecipanti rimasero indignati nel vedere delle persone nude durante questo evento. Il giorno dopo, ai membri di Fuck for Forest è stato vietato l'accesso e quando iniziarono ad esprimere la loro opposizione a questa decisione, gli organizzatori del congresso decisero di cancellare l'intero progetto.

#### Anarchici con i tacchi alti
Gli "anarchici con i tacchi alti" (Anarchists in high heels) sono definiti quegli esponenti del libertarismo e del radicalismo politico che lavorano all'interno dell'industria del sesso. Il termine può essere rinvenuto in XXX: A Womanʼs Right to Pornography (XXX: il diritto alla pornografia per le donne) di Wendy McElroy, ove la pornostar Veronica Hart esprime il commento che segue sentendo la parola "femminista":

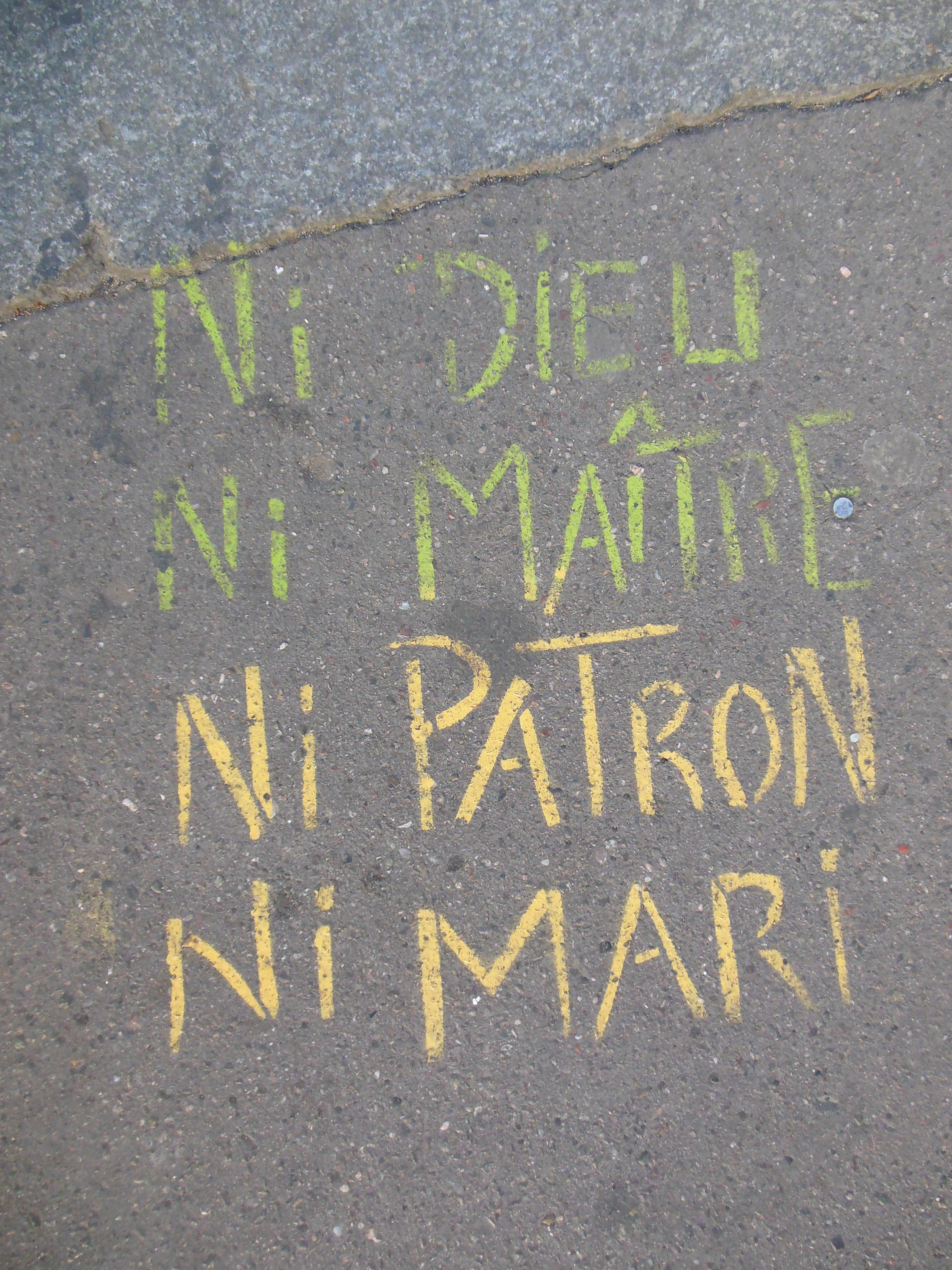
Graffito femminista del 2013 a Parigi: né dio né maestro né padrone né marito (motto di Emma Goldman).

### Amore libero e liberalismo
Nel 2008 la segreteria dell'organizzazione anarchica francese Alternative libertaire ha espresso la seguente dichiarazione: 

### Contro la prostituzione
Nel 2009 due attiviste della Fédération anarchiste, Hélène Hernandez ed Élisabeth Claude, hanno fatto pubblicare Anarchisme, féminisme, contre le système prostitutionnel dove specificano riprendendo le posizioni di Louise Michel: "Speriamo che le nostre parole (...) renderanno più comprensibile il patriarcato - e il sistema prostituzionale ad esso interconnesso. Soprattutto, contribuiranno (...) allo sviluppo della società senza alcuna forma di dominio a cui tutti gli anarchici aspirano. (...) Come potremmo concepire che questa società mantenga al suo interno il sistema della prostituzione?".
L'anarco-individualista Renzo Novatore invece riteneva la prostituzione una forma legittima di esproprio proletario. La visione della prostituta volontaria come sovvertitrice egualitaria dell'ordine borghese, come compare in opere di artisti anarchici quali Georges Brassens e Fabrizio De André (esemplificata dal personaggio di Bocca di rosa), viene altresì criticata da parte di altri come una fantasia maschile.

### Articoli
- Amour, Encyclopédie anarchiste, initiée par Sébastien Faure, 1925-1934,  Testo integrale. URL consultato il 23 gennaio 2020 (archiviato dall'url originale il 3 marzo 2016).
- Michael Seidman, Women's subversive individualism in Barcelona during the 1930s, (L'individualisme subversif des femmes à Barcelone durant les années 1930), International Review of Social History, vol. 37, août 1992, pp. 161–176, texte intégral en anglais (PDF).,  Testo in francese..
- Francis Dupuis-Déri, Les anarchistes et la prostitution : perspectives historiques, Genre, sexualité et société, n° 9, printemps 2013,  Testo integrale.
- Céline Beaudet, D'une théorie de l'amour libre à la mise en pratique de l'union libre. Les «milieux libres» anarchistes (France, 1900-1914), in Les socialistes et le mariage, Laboratoire de Démographie historique de l'École des hautes études en sciences sociales (EHESS), 5 octobre 2006,  Testo integrale (DOC).
- Yannick Ripa, Le genre dans l'anarcho-syndicalisme espagnol (1910-1939), Clio, Histoire‚ femmes et sociétés, n° 3, 1996,  Testo integrale.
- Anne Steiner, Les militantes anarchistes individualistes : des femmes libres à la Belle Époque, Amnis, revue de civilisation contemporaine de l'Université de Bretagne occidentale, 8/2008,  Testo integrale.
- Petra de Vries, Le socialisme libertaire hollandais et la prostitution à la fin du XIX siècle, journée d’étude Socialisme et sexualité, 5 octobre 2001, Dijon, Università della Borgogna,  Testo integrale (PDF). URL consultato il 25 settembre 2018 (archiviato dall'url originale il 23 ottobre 2014).
- Jean-Louis Guereña, Anarchisme et sexualité en Espagne jusqu’en 1939, Cahiers de civilisation espagnole contemporaine, 2|2015,  Articolo online., DOI: 10.4000/ccec.5591
- Brigitte Boucheron, Introduction à une histoire du mouvement lesbien en France, contribution au Colloque Visibilité/invisibilité des lesbiennes, Coordination lesbienne en France (CLF), Paris, 19 mai 2007,  Scheda online.